# 7C busz (Budapest)
A budapesti 7C jelzésű autóbusz a Bosnyák tér és a Bornemissza tér között közlekedett. A viszonylatot a Budapesti Közlekedési Vállalat üzemeltette.

## Története
1959. május 18-án 92-es jelzéssel indult új járat az Öv utca és a Baross tér között, útvonalát július 22-én az Irinyi József utcáig (Tétényi úti kórház), majd augusztus 10-én a Kelenföldi pályaudvarig hosszabbították, ekkor kapta a 7C jelzést is. 1960. augusztus 29-én a 7-es és 7C buszok jelzését felcserélték, a 7C így a Bosnyák tér és a Kosztolányi Dezső tér között járt. 1964. november 21-étől az újonnan átadott az Erzsébet hídon közlekedett. Budai végállomását 1968. október 14-én a Bornemissza térhez helyezték át. 1969-ben a FAÜ-csuklós buszokat Ikarus 180-as buszok váltották. 1971. október 1-jén megszűnt a 7-es busz a 107-es gyorsjárat beindítása miatt, így a 7C betétjárati szerepe megszűnt, sőt 1972. december 23-án 7A jelzésű betétjáratot kapott a Bornemissza tér és a Baross tér között. 1973. augusztus 16-ától Ikarus 280-as buszok jártak a vonalon. 1976. január 1-jétől a Bosnyák teret egyenesen érte el a Varsó utca és a Telepes utca érintése nélkül, a visszafordulás a Csömöri úton tengelyben történt. 1976. december 31-én megszűnt, 1977. január 1-jétől 7-es jelzéssel közlekedett tovább, a 7A nem változott.

## Útvonala
| Bornemissza tér felé | Bosnyák tér felé |
| --- | --- |
| Bosnyák tér vá. – Csömöri út – Thököly út – Baross tér – Rákóczi út – Kossuth Lajos utca – Felszabadulás tér – Szabad sajtó út – Erzsébet híd – Szent Gellért rakpart – Szent Gellért tér – Bartók Béla út – Tétényi út – Bornemissza tér vá. | Bornemissza tér vá. – Tétényi út – Bartók Béla út – Szent Gellért tér – Szent Gellért rakpart – Erzsébet híd – Szabad sajtó út – Felszabadulás tér – Kossuth Lajos utca – Rákóczi út – Baross tér – Thököly út – Csömöri út – Bosnyák tér vá. |

## Megállóhelyei
Az átszállási kapcsolatok között a Keleti pályaudvar és a Bornemissza tér között közlekedő 7A járat nincsen feltüntetve.
| 0  | Bosnyák tér végállomás                    | 37 | 44, 62, 64 24, 32, 70, 73, 77, 107, 132, 132Y, 173E                                                 |
| 2  | Lumumba utca                              | 35 | 44                                                                                                  |
| 4  | Kolumbusz utca (↓) Amerikai út (↑)        | 33 | 44                                                                                                  |
| 6  | Hungária körút                            | 31 | 44, 67 72, 75, 75Atrr 25, 55, 107, 155 Budapest-Zugló                                               |
| 8  | Népstadion út                             | 29 | 44, 67                                                                                              |
| 9  | Cházár András utca                        | 28 | 44, 67                                                                                              |
| 11 | Dózsa György út                           | 26 | 44, 67 20, 20A, 30                                                                                  |
| 13 | Baross tér, Keleti pályaudvar             | 24 | 23, 24, 29Y, 36, 44, 67 73, 76, 78, 79 19, 20, 20A, 30, 33, 89A, 95, 107, 130, 173E Budapest-Keleti |
| 15 | Huszár utca (↓) Berzsenyi utca (↑)        | 22 | 89A                                                                                                 |
| 17 | Lenin körút                               | 20 | 4, 6, 28, 29, 37, 37A 12, 12A, 89, 89A, 99, 99Y, 107, 112A, 199                                     |
| 19 | Kazinczy utca (↓) Vas utca (↑)            | 18 | 74, 89, 89A                                                                                         |
| 20 | Tanács körút                              | 17 | 47, 49 1, 6, 9, 74, 81, 89, 89A, 106, 109, 181                                                      |
| 22 | Felszabadulás tér                         | 15 | 2, 2A 2, 5, 8, 9Y, 15, 89, 89A, 105, 107, 108                                                       |
| 24 | Rudas fürdő                               | 13 | 9, 18, 19 86                                                                                        |
| 25 | Gellért tér                               | 12 | 9, 18, 19, 47, 49 1, 86, 186                                                                        |
| 27 | Móricz Zsigmond körtér                    | 10 | 6, 9, 18, 19, 47, 49, 61 1, 3, 10, 10A, 10Y, 27, 40, 40A, 53, 103, 107, 140                         |
| 29 | Kosztolányi Dezső tér                     | 8  | 19, 49 1, 12, 14, 14Y, 41, 53, 72, 86, 87, 87A, 87B, 107, 141E, 186                                 |
| 31 | Tétényi út (↓) Hamzsabégi út (↑)          | 6  | 19, 49 1, 14, 14Y, 41, 72                                                                           |
| 32 | Fraknó utca (↓) Tétényi úti kórház (↑)    | 5  | 14, 14Y                                                                                             |
| 33 | Tétényi út 39. (↓) Tétényi út 30. (↑)     | 4  | 14, 14Y                                                                                             |
| 35 | Szakasits Árpád út                        | 2  | 14, 14Y, 83, 107                                                                                    |
| 36 | Puskás Tivadar utca (↓) Bikszádi utca (↑) | 1  | |
| 37 | Bornemissza tér végállomás                | 0  | |

## Képgaléria

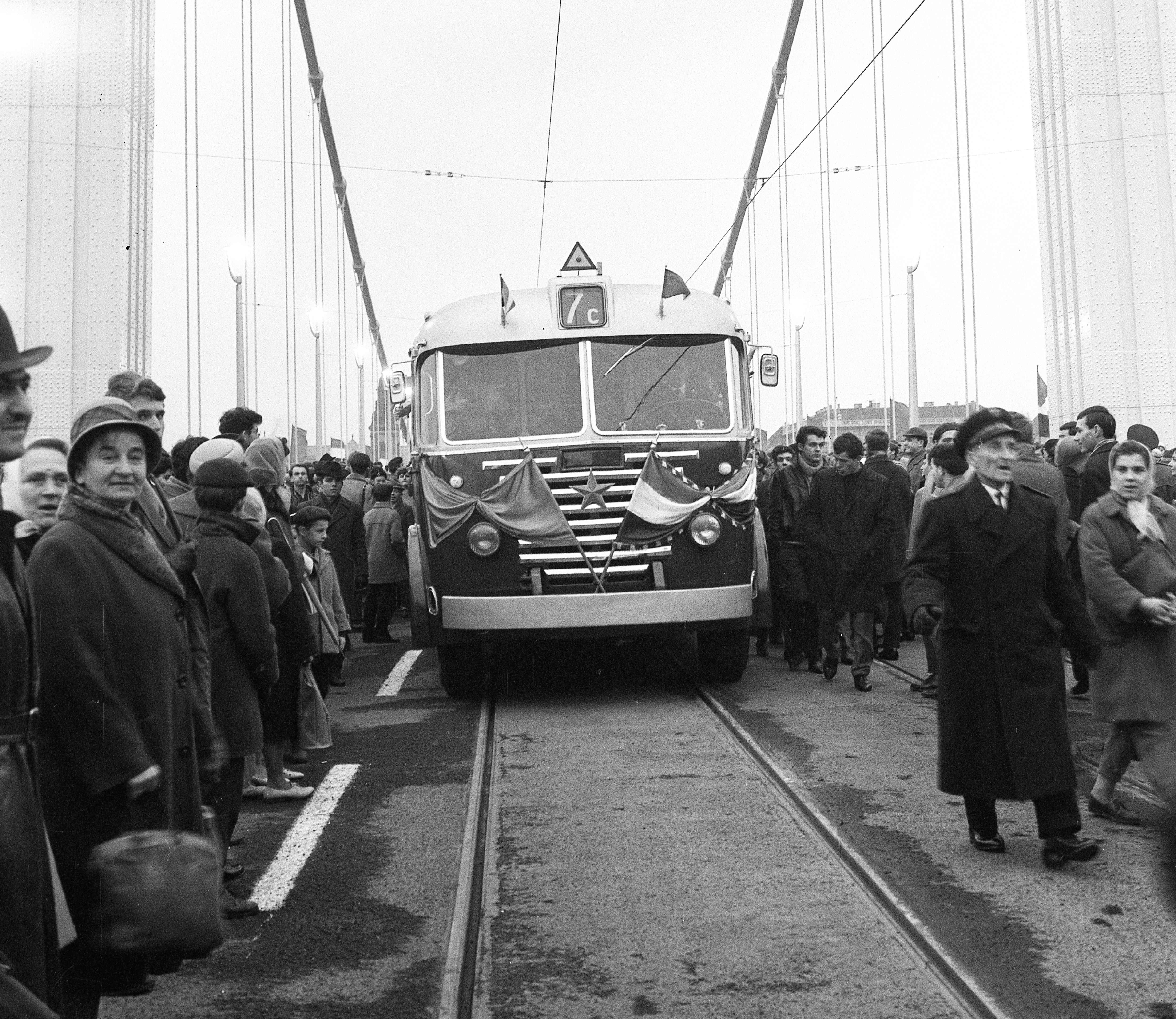
Az Erzsébet híd avatásakor az első áthaladó 7C busz (1964)
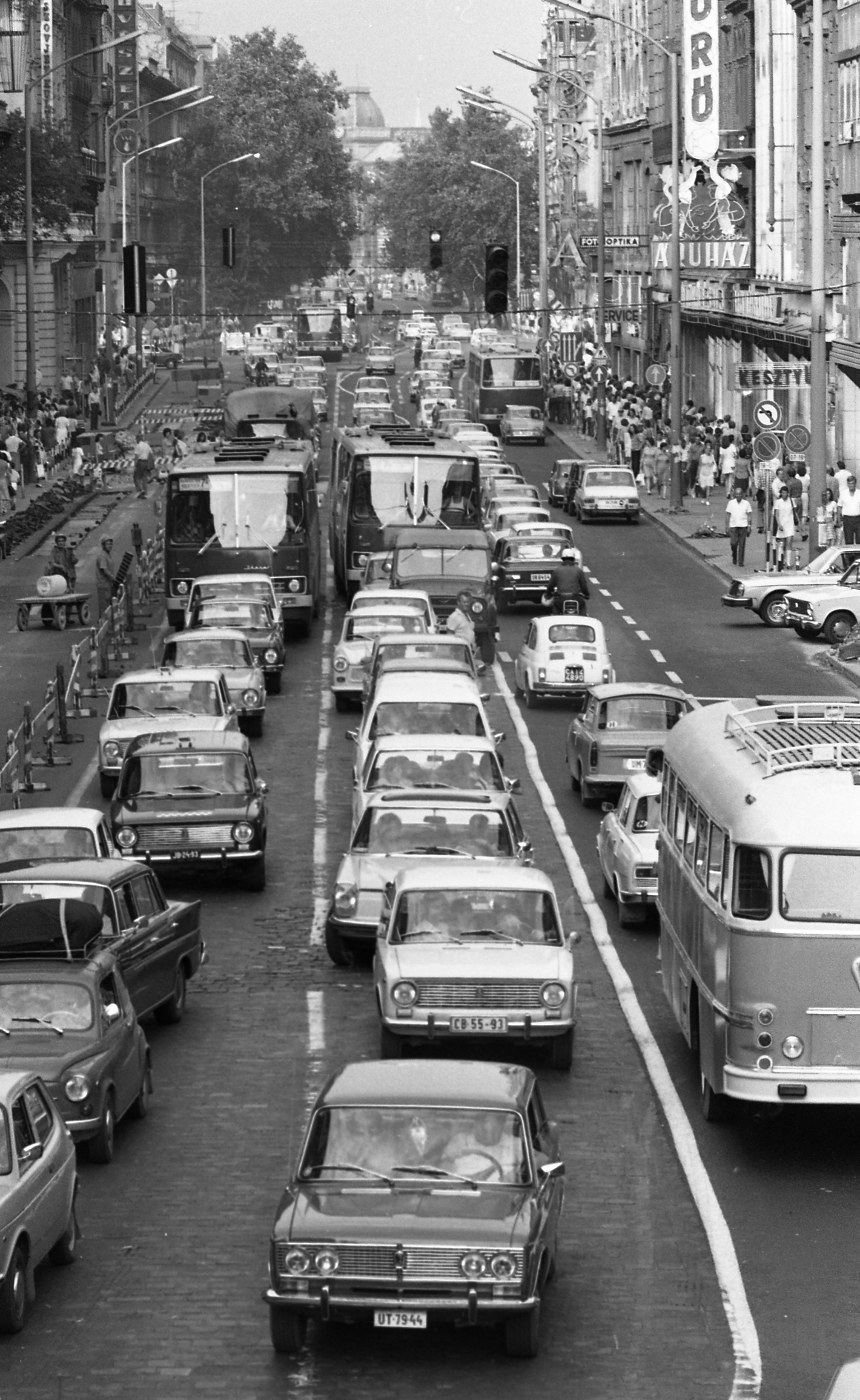
Egy 7A és egy 7C busz araszol a Kossuth Lajos utcában Buda felé (1975)